# Dostonbek Tursunov
Dostonbek Tursunov (Altyariq, 1995. június 13. –) üzbég válogatott labdarúgó.

## Nemzeti válogatott
2018-ban debütált az üzbég válogatottban. Az üzbég válogatottban 5 mérkőzést játszott. A üzbég válogatott tagjaként részt vett a 2019-es Ázsia-kupán.

## Statisztika
| Üzbég válogatott | Üzbég válogatott | Üzbég válogatott |
| Időszak          | Mérk.            | gól              |
| ---------------- | ---------------- | ---------------- |
| 2018             | 3                | 0                |
| 2019             | 2                | 1                |
| Összesen         | 5                | 1                |